# Санчурский, Николай Васильевич
Санчурский Николай Васильевич  (1857—1906) — русский педагог.
Образование получил в Санкт-Петербургском историко-филологическом институте.
Служил в Архангельской губернии; в 1880 году был секретарём Архангельского губернского статистического комитета.
В 1888—1892 годах был наставником-руководителем по латинскому языку в гимназии при Петербургском историко-филологическом институте. Затем состоял окружным инспектором Санкт-Петербургского учебного округа. 
Главные труды: 
Двухтомная «Краткая грамматика латинского языка», впервые изданная в 1891-1892 годах (СПб.: тип. М.М. Стасюлевича), неоднократно переиздавалась вплоть до 1917 года (19-е изд., пересмотр.  — СПб.: тип. А.С. Суворина, 1917). В 1897 году им был издан «Краткий очерк латинских древностей» (СПб.: кн. маг. В. Думнова, п/ф «Насл. бр. Салаевых». — 170 с.), также несколько раз переиздававшийся (6-е изд., пересмотр. — СПб.: тип. т-ва А.С. Суворина «Новое время». — 267 с.). В 1995 году был издан его учебник «Римские древности» (М.: Изд-во МГУ. — 205 с. — ISBN 5-211-03140-7).